# سفارة الكويت في واشنطن العاصمة
سفارة الكويت في الولايات المتحدة هي التمثيلية الرسمية وسفارة الكويت في الولايات المتحدة.
السفير الحالي هو الشيخ سالم الصباح.

## مقالات ذات صلة
- سفارة فرنسا في واشنطن العاصمة
- سفارة ألمانيا في واشنطن العاصمة
- سفارة ماليزيا في واشنطن العاصمة